# 灰衣修士教堂
灰衣修士教堂（Greyfriars Kirk）是一座苏格兰教会教堂，位于苏格兰爱丁堡市中心。
该堂是爱丁堡老城外存留最古老的建筑之一，建于1602-1620年。其所在地在宗教改革前属于方济各会，故命名为灰衣修士教堂。
在20世纪，随着老城人口外迁，多个教堂关闭，信徒并入灰衣修士教堂，包括新北教堂、Highland Tolbooth St John's Church（在皇家一英里，今The Hub,爱丁堡国际艺术节总部）。.  

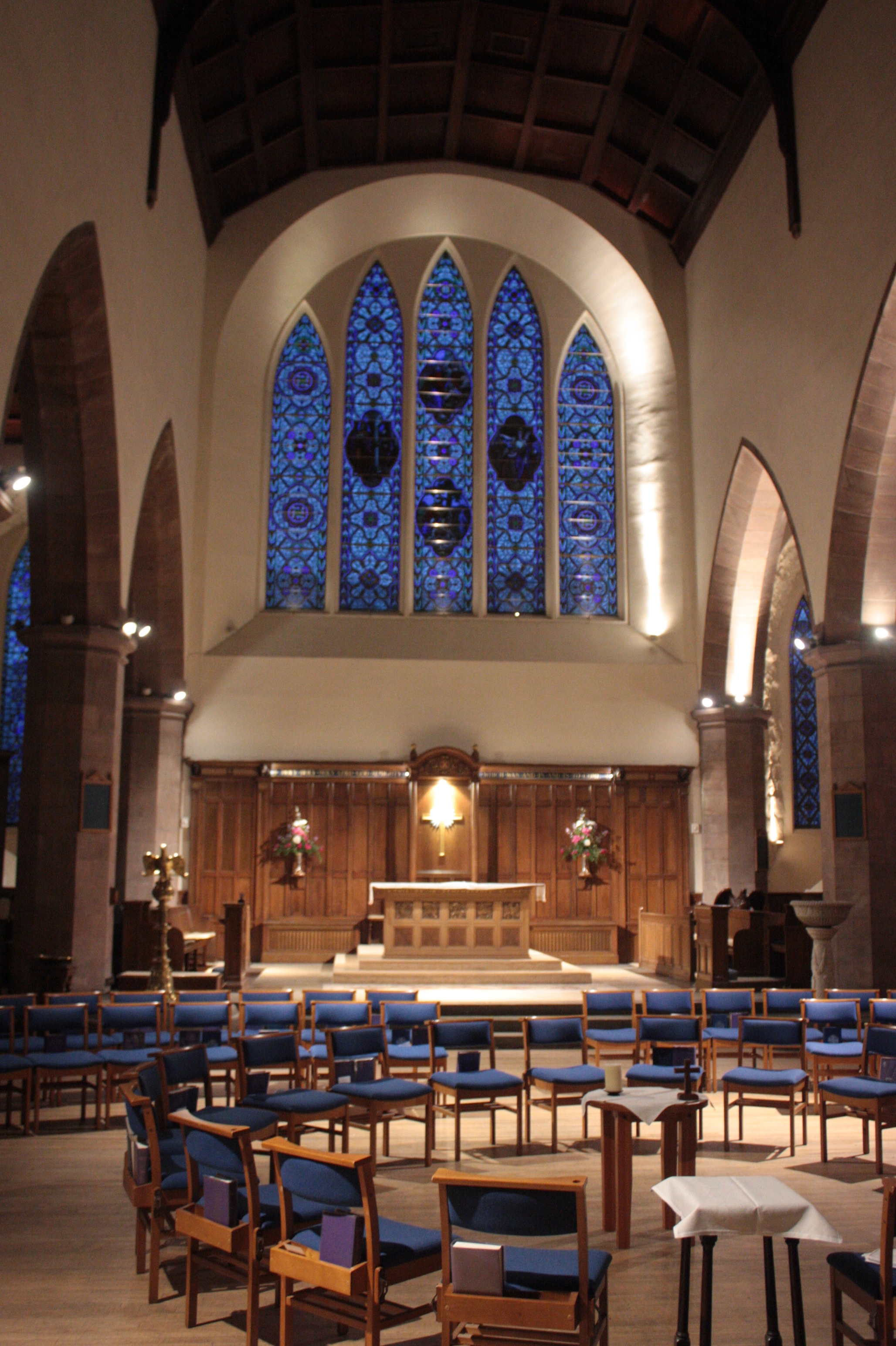
内部

灰衣修士教堂的主日礼拜使用英语和苏格兰盖尔语，这是苏格兰东部唯一使用盖尔语的苏格兰长老会教堂。

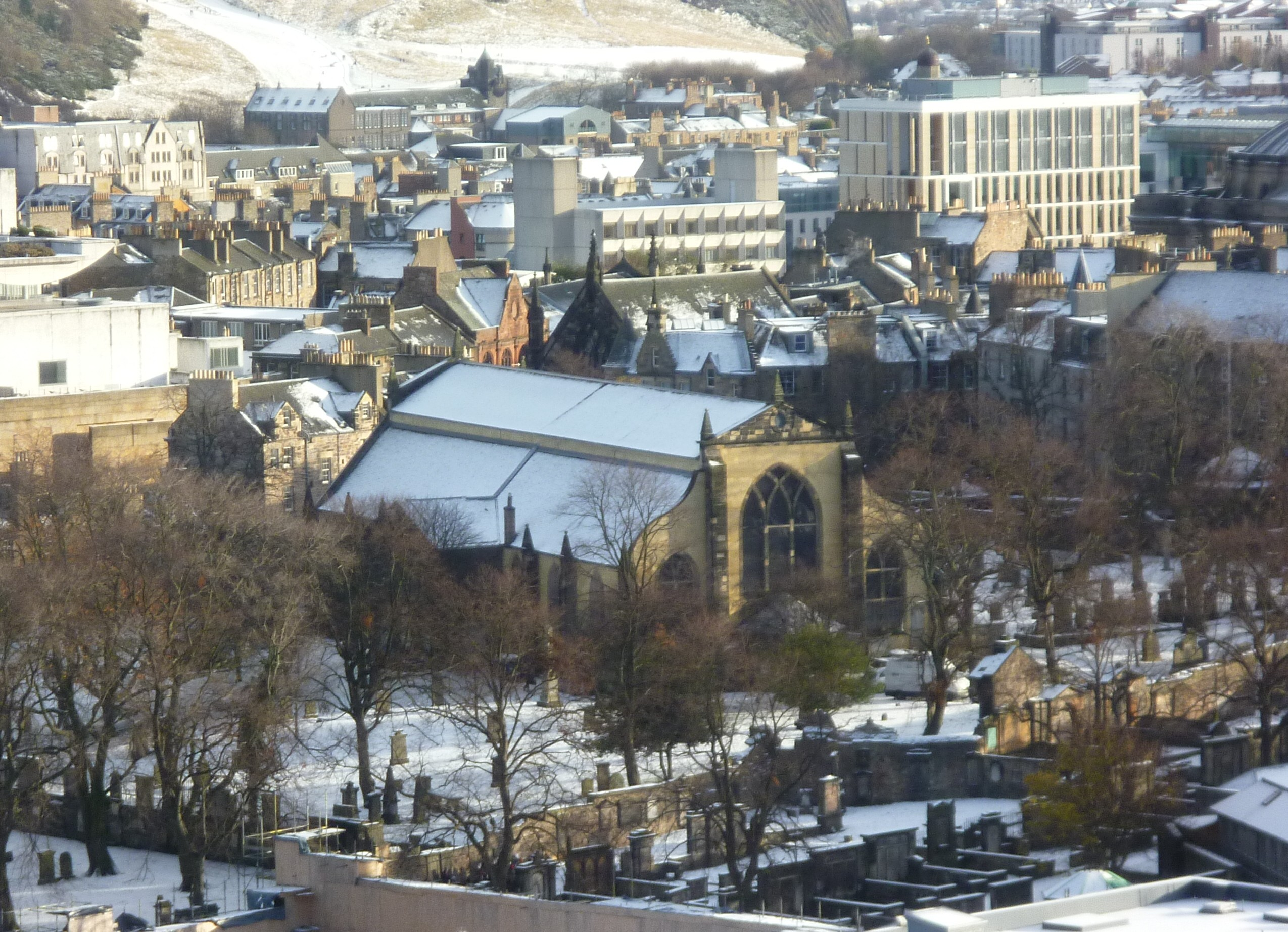